# Pallavolo paralimpica ai XV Giochi paralimpici estivi - Torneo femminile
Il torneo femminile di pallavolo paralimpica ai XV Giochi paralimpici estivi si è svolto dal 9 al 17 settembre 2016, presso il Riocentro.

## Risultati

### Fase a gruppi

#### Gruppo A
| Squadra     | Pos | G | V | P | SV | SP | RS    | PF  | PS  | RP    |
| ----------- | --- | - | - | - | -- | -- | ----- | --- | --- | ----- |
| Brasile     | 1   | 3 | 3 | 0 | 9  | 0  | —     | 225 | 140 | 1,607 |
| Ucraina     | 2   | 3 | 2 | 1 | 6  | 5  | 1,200 | 237 | 229 | 1,035 |
| Paesi Bassi | 3   | 3 | 1 | 2 | 5  | 7  | 0,714 | 250 | 265 | 0,943 |
| Canada      | 4   | 3 | 0 | 3 | 1  | 9  | 0,111 | 169 | 247 | 0,684 |

| Rio de Janeiro 9 settembre 2016, ore 18:30 UTC-3 | Brasile                    | 3 – 0 referto | Canada | Riocentro (5.279 spett.)\| Arbitri: \| Erick Gaju Ebrahim Firouzi \| |
| Arbitri:                                         | Erick Gaju Ebrahim Firouzi |               |        |                                                                      |

| Rio de Janeiro 9 settembre 2016, ore 20:30 UTC-3 | Ucraina               | 3 – 2 referto | Paesi Bassi | Riocentro (2.913 spett.)\| Arbitri: \| Glynn Archibald An Qi \| |
| Arbitri:                                         | Glynn Archibald An Qi |               |             |                                                                 |

| Rio de Janeiro 11 settembre 2016, ore 14:00 UTC-3 | Canada                      | 1 – 3 referto | Paesi Bassi | Riocentro (7.000 spett.)\| Arbitri: \| Sari Mannersuo Kirsten Kohn \| |
| Arbitri:                                          | Sari Mannersuo Kirsten Kohn |               |             |                                                                       |

| Rio de Janeiro 11 settembre 2016, ore 21:09 UTC-3 | Brasile              | 3 – 0 referto | Ucraina | Riocentro (7.200 spett.)\| Arbitri: \| Dan Apol Adnan Kolos \| |
| Arbitri:                                          | Dan Apol Adnan Kolos |               |         |                                                                |

| Rio de Janeiro 13 settembre 2016, ore 10:00 UTC-3 | Paesi Bassi                           | 0 – 3 referto | Brasile | Riocentro (5.500 spett.)\| Arbitri: \| Khalid Salem Shanishah Stephen Giugni \| |
| Arbitri:                                          | Khalid Salem Shanishah Stephen Giugni |               |         |                                                                                 |

| Rio de Janeiro 13 settembre 2016, ore 18:30 UTC-3 | Ucraina               | 3 – 0 referto | Canada | Riocentro (5.500 spett.)\| Arbitri: \| Malsoon Jung Dan Apol \| |
| Arbitri:                                          | Malsoon Jung Dan Apol |               |        |                                                                 |

#### Gruppo B
| Squadra     | Pos | G | V | P | SV | SP | RS    | PF  | PS  | RP    |
| ----------- | --- | - | - | - | -- | -- | ----- | --- | --- | ----- |
| Cina        | 1   | 3 | 3 | 0 | 9  | 2  | 4,500 | 246 | 169 | 1,456 |
| Stati Uniti | 2   | 3 | 2 | 1 | 8  | 3  | 2,667 | 256 | 156 | 1,641 |
| Iran        | 3   | 3 | 1 | 2 | 3  | 6  | 0,500 | 160 | 197 | 0,812 |
| Ruanda      | 4   | 3 | 0 | 3 | 0  | 9  | 0,000 | 85  | 225 | 0,378 |

| Rio de Janeiro 10 settembre 2016, ore 10:00 UTC-3 | Cina                         | 3 – 0 referto | Ruanda | Riocentro (3.621 spett.)\| Arbitri: \| Stephen Giugni Debora Santos \| |
| Arbitri:                                          | Stephen Giugni Debora Santos |               |        |                                                                        |

| Rio de Janeiro 10 settembre 2016, ore 14:00 UTC-3 | Stati Uniti                      | 3 – 0 referto | Iran | Riocentro (5.638 spett.)\| Arbitri: \| Marie-Claude Richer Dominik Raca \| |
| Arbitri:                                          | Marie-Claude Richer Dominik Raca |               |      |                                                                            |

| Rio de Janeiro 12 settembre 2016, ore 10:00 UTC-3 | Ruanda                     | 0 – 3 referto | Iran | Riocentro (920 spett.)\| Arbitri: \| Ana Sartorio Toomas Murulo \| |
| Arbitri:                                          | Ana Sartorio Toomas Murulo |               |      |                                                                    |

| Rio de Janeiro 12 settembre 2016, ore 18:30 UTC-3 | Cina                              | 3 – 2 referto | Stati Uniti | Riocentro (4.200 spett.)\| Arbitri: \| Ronaldo Tadeu Chaves Benno Meijer \| |
| Arbitri:                                          | Ronaldo Tadeu Chaves Benno Meijer |               |             |                                                                             |

| Rio de Janeiro 14 settembre 2016, ore 10:00 UTC-3 | Stati Uniti                 | 3 – 0 referto | Ruanda | Riocentro (2.180 spett.)\| Arbitri: \| Toomas Murulo Janko Plesnik \| |
| Arbitri:                                          | Toomas Murulo Janko Plesnik |               |        |                                                                       |

| Rio de Janeiro 14 settembre 2016, ore 14:00 UTC-3 | Iran                      | 0 – 3 referto | Cina | Riocentro (2.500 spett.)\| Arbitri: \| Kirsten Kohn Ana Sartorio \| |
| Arbitri:                                          | Kirsten Kohn Ana Sartorio |               |      |                                                                     |

### Fase a eliminazione diretta
|  | Semifinali  | Semifinali  | Semifinali |      |             | Finale medaglia d'oro     | Finale medaglia d'oro     | Finale medaglia d'oro     |  |
|  |             |             |            |      |             |                           |                           |                           |  |
|  | Brasile     | Brasile     | 0          |      |             |                           |                           |                           |  |
|  | Brasile     | Brasile     | 0          |      |             |                           |                           |                           |  |
|  | Stati Uniti | Stati Uniti | 3          |      |             |                           |                           |                           |  |
|  | Stati Uniti | Stati Uniti | 3          |      | Stati Uniti | Stati Uniti               | 3                         |                           |  |
|  |             |             |            |      | Stati Uniti | Stati Uniti               | 3                         |                           |  |
|  |             |             | Cina       | Cina | 0           |                           |                           |                           |  |
|  | Ucraina     | Ucraina     | Cina       | Cina | 0           | 0                         |                           |                           |  |
|  | Ucraina     | Ucraina     |            |      |             | 0                         |                           |                           |  |
|  | Cina        | Cina        | 3          |      |             | Finale medaglia di bronzo | Finale medaglia di bronzo | Finale medaglia di bronzo |  |
|  | Cina        | Cina        | 3          |      |             |                           |                           |                           |  |
|  |             |             |            |      |             |                           |                           |                           |  |
|  |             |             |            |      |             | Brasile                   | Brasile                   | 3                         |  |
|  |             |             |            |      |             | Brasile                   | Brasile                   | 3                         |  |
|  |             |             |            |      |             | Ucraina                   | Ucraina                   | 0                         |  |

#### Semifinali
| Rio de Janeiro 15 settembre 2016, ore 18:30 UTC-3 | Ucraina                               | 0 – 3 (14-25, 37-50, 57-75) referto | Cina | Riocentro (4.825 spett.)\| Arbitri: \| Khalid Salem Shanishah Stephen Giugni \| |
| Arbitri:                                          | Khalid Salem Shanishah Stephen Giugni |                                     |      |                                                                                 |

| Rio de Janeiro 15 settembre 2016, ore 20:30 UTC-3 | Brasile                | 0 – 3 (25-13, 39-53, 57-78) referto | Stati Uniti | Riocentro (5.750 spett.)\| Arbitri: \| Adnan Kolos Erick Gaju \| |
| Arbitri:                                          | Adnan Kolos Erick Gaju |                                     |             |                                                                  |

#### Finale medaglia di bronzo
| Rio de Janeiro 17 settembre 2016, ore 16:30 UTC-3 | Brasile                      | 3 – 0 (25-12, 50-34, 75-54) referto | Ucraina | Riocentro (8.500 spett.)\| Arbitri: \| Sari Mannersuo Toomas Murulo \| |
| Arbitri:                                          | Sari Mannersuo Toomas Murulo |                                     |         |                                                                        |

#### Finale medaglia d'oro
| Rio de Janeiro 17 settembre 2016, ore 19:00 UTC-3 | Stati Uniti               | 3 – 0 (25-12, 50-24, 75-42) referto | Cina | Riocentro (7.200 spett.)\| Arbitri: \| Malsoon Jung Kirsten Kohn \| |
| Arbitri:                                          | Malsoon Jung Kirsten Kohn |                                     |      |                                                                     |

### Incontri per i piazzamenti finali

#### 7º/8º posto
| Rio de Janeiro 15 settembre 2016, ore 13:30 UTC-3 | Canada                       | 3 – 0 (25-21, 50-36, 75-56) referto | Ruanda | Riocentro (3.500 spett.)\| Arbitri: \| Glynn Archibald Dominik Raca \| |
| Arbitri:                                          | Glynn Archibald Dominik Raca |                                     |        |                                                                        |

#### 5º/6º posto
| Rio de Janeiro 15 settembre 2016, ore 15:30 UTC-3 | Paesi Bassi                       | 2 – 3 (21-25, 34-50, 59-73, 84-88, 97-103) referto | Iran | Riocentro (5.126 spett.)\| Arbitri: \| Debora Santos Marie-Claude Richer \| |
| Arbitri:                                          | Debora Santos Marie-Claude Richer |                                                    |      |                                                                             |

## Classifica
| Posizione | Squadra     |
| --------- | ----------- |
| 1         | Stati Uniti |
| 2         | Cina        |
| 3         | Brasile     |
| 4         | Ucraina     |
| 5         | Iran        |
| 6         | Paesi Bassi |
| 7         | Canada      |
| 8         | Ruanda      |